# Scott Jaeck
Scott Jaeck (Milwaukee (Wisconsin), 29 oktober 1954 is een Amerikaans acteur. Hij heeft architectuur gestudeerd, na zijn studie heeft hij zijn grote passie gevolgd en dat was het acteren. Werkend in een bank, deed hij vele audities voor acteerwerk. Hij heeft in verschillende theaterproducties gespeeld (Chicago Theatre) met onder andere de acteurs Jim Belushi en Brian Dennehy. Zijn doorbraak in Los Angeles kwam met het theaterstuk The Normal Heart met de acteur Richard Dreyfuss. Als Scott Jaeck niet werkt dan reist hij het liefst door Europa en doet hij aan skiën en vissen.
Jaeck is voornamelijk bekend door zijn werk in soaps. Hij is ook bekend om zijn rol als Sam Wilder in de TV reeks Charmed van WB.
Verder heeft hij gastoptredens vertolkt in de series Star Trek: Voyager, NYPD Blue, JAG, ER, Beverly Hills 90210, The Bold and the Beautiful, Santa Barbara, Seinfeld, Picket Fences, Chicago Hope, Star Trek The Next Generation, Prison Break.
- Gemeinsame Normdatei: 1275248454
- International Standard Name Identifier: 0000 0004 4420 7548
- Library of Congress Control Number: no2014160661
- Virtual International Authority File: 312882009
- WorldCat: E39PBJtWYrFGPxDF39JfrpFVG3